# Ugo Bonnet
Ugo Bonnet, né le 17 septembre 1993 à Montpellier, est un footballeur français, qui évolue au poste de avant-centre à l'IMT Belgrade.

## Biographie

### Jeunesse et formation
Ugo Bonnet naît le 17 septembre 1993 à Montpellier. Durant son enfance, il pratique le judo jusqu'à la ceinture verte, le handball où il joue deux ans au Montpellier Handball, ainsi que l’escrime. Il commence le football au Castelnau Le Crès FC et supporte du club de la ville natale, le Montpellier HSC.
Il passe ensuite une année aux États-Unis, à Minneapolis, en famille d'accueil. Il rejoint en 2009 l'Aveyron et le Rodez AF, où il devient titulaire d'un BTS Relation et Négociation Client. Ugo Bonnet est passionné par le rap, et le pratique sous le pseudonyme de Yougo dans le groupe NRF34.

### Rodez AF (2014-2022)
Bonnet fait ses débuts avec le Rodez AF le 20 décembre 2014 lors d'un match de CFA sur le terrain de l'US Le Pontet en remplaçant Loïc Coupin dans les dernières minutes du match. Il marque son premier but pour le club ruthénois le 9 avril 2016 face au FC Sète (victoire 1-0).
À l'issue de la saison 2016-2017, le Rodez AF est promu en National après sa première place dans le groupe D, puis le club remporte le championnat de National en 2019 et accède à la Ligue 2 et au monde professionnel.
Lors de la première journée de Ligue 2 le 26 juillet 2019 face à l'AJ Auxerre (victoire 2-0), Ugo Bonnet marque le premier but de la saison dès la première minute. Le 13 septembre 2019, il marque son premier doublé en Ligue 2, lors de la réception du Mans (victoire 4-1). Le 6 mars 2020, il inscrit un second doublé, lors de la réception de l'EA Guingamp (victoire 2-1). Il termine la saison en étant meilleur buteur du club et sixième de Ligue 2 avec 11 réalisations.

### Valenciennes et Guingamp (2022-2024)
Le 29 janvier 2022, Bonnet s'engage jusqu'en juin 2024 avec le Valenciennes FC. Il marque 9 buts en 71 matchs au club du Hainaut et contribue notamment au maintien du club en marquant le but de la victoire contre Sochaux-Montbéliard lors de l'avant dernière journée de championnat pendant la saison 2021-2022 au stade du Hainaut.
Il résilie son contrat avec le club nordiste le jeudi 1er février 2024,, et s'engage libre le jour même à l'En avant de Guingamp jusqu'à la fin de saison 2023-2024. Il ne joue que quelques matchs comme remplaçant et son contrat n'est pas prolongé en fin de saison. 

### Belgrade (2024)
En septembre 2024, Bonnet, toujours libre, signe pour une saison à l'IMT Belgrade, club de première division serbe où évoluent également Yoann Court et Maxime Do Couto Teixeira. 

## Style de jeu
N'étant pas passé par un centre de formation, son style de jeu est singulier, décrit par son entraineur à Rodez depuis 2015, Laurent Peyrelade, comme fonctionnant quasi-uniquement à l'instinct, ayant du mal à rester concentré, mais ayant de « grosses qualités athlétiques et une capacité à changer d'allure très souvent ».

## Statistiques
| Saison                | Club                  | Championnat           | Championnat | Championnat | Championnat | Coupe(s) nationale(s) | Coupe(s) nationale(s) | Coupe(s) nationale(s) | Total | Total | Total |
| Saison                | Club                  | Division              | M.          | B.          | P.d.        | M.                    | B.                    | P.d.                  | M.    | B.    | P.d.  |
| 2014-2015             | Rodez AF              | CFA                   | 7           | 0           | -           | -                     | -                     | -                     | 7     | 0     | 0     |
| 2015-2016             | Rodez AF              | CFA                   | 11          | 1           | -           | 3                     | 1                     | -                     | 14    | 2     | 0     |
| 2016-2017             | Rodez AF              | CFA                   | 28          | 2           | -           | 5                     | 2                     | -                     | 33    | 4     | 0     |
| 2017-2018             | Rodez AF              | National              | 19          | 3           | 1           | 2                     | 0                     | -                     | 21    | 3     | 1     |
| 2018-2019             | Rodez AF              | National              | 30          | 9           | 4           | 3                     | 1                     | -                     | 33    | 10    | 4     |
| 2019-2020             | Rodez AF              | Ligue 2               | 25          | 11          | 1           | 1                     | 0                     | -                     | 26    | 11    | 1     |
| 2020-2021             | Rodez AF              | Ligue 2               | 37          | 8           | 1           | 2                     | 0                     | -                     | 39    | 8     | 1     |
| 2021-2022             | Rodez AF              | Ligue 2               | 22          | 2           | 1           | 2                     | 0                     | -                     | 24    | 2     | 1     |
| Sous-total            | Sous-total            | Sous-total            | 179         | 36          | 8           | 18                    | 4                     | -                     | 197   | 40    | 8     |
| 2021-2022             | Valenciennes FC       | Ligue 2               | 16          | 5           | -           | -                     | -                     | -                     | 16    | 5     | 0     |
| 2022-2023             | Valenciennes FC       | Ligue 2               | 37          | 3           | -           | -                     | -                     | -                     | 37    | 3     | 0     |
| 2023-2024             | Valenciennes FC       | Ligue 2               | 14          | 0           | 1           | 4                     | 1                     | 0                     | 18    | 1     | 1     |
| Total sur la carrière | Total sur la carrière | Total sur la carrière | 246         | 41          | 9           | 18                    | 5                     | 0                     | 264   | 46    | 9     |

## Palmarès
Rodez AF
- Championnat de France National (1) :
  - Champion : 2018-19.

- Championnat de France CFA (Groupe D) (1) :
  - Champion : 2016-17.